# Будамша
Будамша — село в Новоорском районе Оренбургской области России. Административный центр Будамшинского сельсовета.

## География
Село находится в восточной части Оренбургской области, в степной зоне, при автодороге Новоорск — Энергетик, на северо-восточном берегу озера Будамши, на расстоянии примерно 25 километров (по прямой) к северу от посёлка Новоорск, административного центра района. Абсолютная высота — 277 метров над уровнем моря.
Климат
Климат характеризуется как резко континентальный, засушливый, с морозной зимой и жарким летом. Среднегодовая температура воздуха составляет 1,5 — 2 °C Средняя температура воздуха самого тёплого месяца (июля) — 21 °C (абсолютный максимум — 41 °C); самого холодного (января) — −17 °C (абсолютный минимум — −42 °C). Безморозный период длится в течение 130 −145 дней. Среднегодовое количество атмосферных осадков составляет 300—350 мм. Снежный покров держится в среднем около 130—145 дней в году.
Часовой пояс
Село Будамша, как и вся Оренбургская область, находится в часовой зоне МСК+2. Смещение применяемого времени относительно UTC составляет +5:00.

## Население
| 2010 |
| ---- |
| 886  |

Гендерный состав
По данным Всероссийской переписи населения 2010 года в гендерной структуре населения мужчины составляли 45,8 %, женщины — соответственно 54,2 %.
Национальный состав
Согласно результатам переписи 2002 года, в национальной структуре населения казахи составляли 44 % из 1128 чел., русские — 38 %.